# Kapitalpension
En kapitalpension er en pensionsordning, hvor det opsparede beløb udbetales på én gang ved udløb. Siden 2013 har det ikke været muligt at oprette nye kapitalpensioner eller at indbetale til eksisterende aftaler.
Kapitalpension og ratepension udgjorde tidligere de to dominerende private pensionsordninger som supplement til den statslige folkepension.
Kapitalpension skal senest udbetales 20 år efter man er gået på pension.
Kapitalpensioner kunne oprettes af alle over 18 år, der ikke var fyldt 60 år.
Siden 1. januar 2013 er det ikke længere muligt at oprette eller indbetale til kapitalpension. Ordningen blev erstattet af aldersopsparing, hvor grænserne for indbetaling er væsentligt lavere.
Ved udløb skal der betales en afgift til staten på 40%. 
I 2007 var det muligt at indbetale 43.100 kr på sin kapitalpension. Det var et krav at indbetalingerne på en kapitalpension skulle kunne indeholdes i den personlige indkomst.
Ved ophævelse af kapitalpensionen inden 60 år, skal der betales en afgift til staten på 60% plus omkostninger til pensionsselskab/forsikringsselskab/pengeinstitut. 
Hvis du bliver invalid inden du fylder 60 år, kan du få din kapitalpension udbetalt mod den normale afgift på 40%.